# Клычев, Мухамед
Мухамед Клычев (1906-1945) — младший сержант Рабоче-крестьянской Красной Армии, участник Великой Отечественной войны, Герой Советского Союза (1945).

## Биография
Родился в 1906 году на территории нынешнего Байрамалинского этрапа Марыйского велаята Туркменистана.
Окончил сельскую школу и одногодичную школу председателей колхозов.
В 1928—1930 годах проходил службу в Рабоче-крестьянской Красной Армии.
С 1939 года Клычев занимал должность председателя сельского совета Мургаб Байрам-Алинского района.
В 1941 году Клычев был призван на службу в Рабоче-крестьянскую Красную Армию. С мая 1943 года — на фронтах Великой Отечественной войны. К январю 1945 года гвардии младший сержант Мухамед Клычев командовал расчётом противотанкового ружья 57-го гвардейского кавалерийского полка 15-й гвардейской кавалерийской дивизии 7-го гвардейского кавалерийского корпуса 1-го Белорусского фронта. Отличился во время освобождения Польши.
23 января 1945 года Клычев первым в своём подразделении переправился через реку Просна и принял активное участие в боях за польский город Калиш. В тех боях он прикрыл своим огнём переправу кавалерийского эскадрона, уничтожил несколько огневых точек и подбил вражеский танк. Был тяжело ранен и вскоре скончался.
Указом Президиума Верховного Совета СССР от 27 февраля 1945 года гвардии младший сержант Мухамед Клычев посмертно был удостоен высокого звания Героя Советского Союза. Был также награждён орденом Ленина и медалью.
В честь Клычева была названа школа на его родине.